# Megachile armaticeps
Megachile armaticeps – gatunek błonkówki z rodziny miesierkowatych, endemiczny dla Kuby.

## Taksonomia
Gatunek ten został opisany w 1869 roku przez Ezrę Townsenda Cressona, na podstawie pojedynczej samicy. Holotyp zdeponowano w Academia de Ciencias de Cuba w Hawanie. Zaliczany jest do podrodzaju Chelostomides, należącego do grupy podrodzajów Chalicodoma, traktowanej niekiedy jako osobny rodzaj.

## Opis

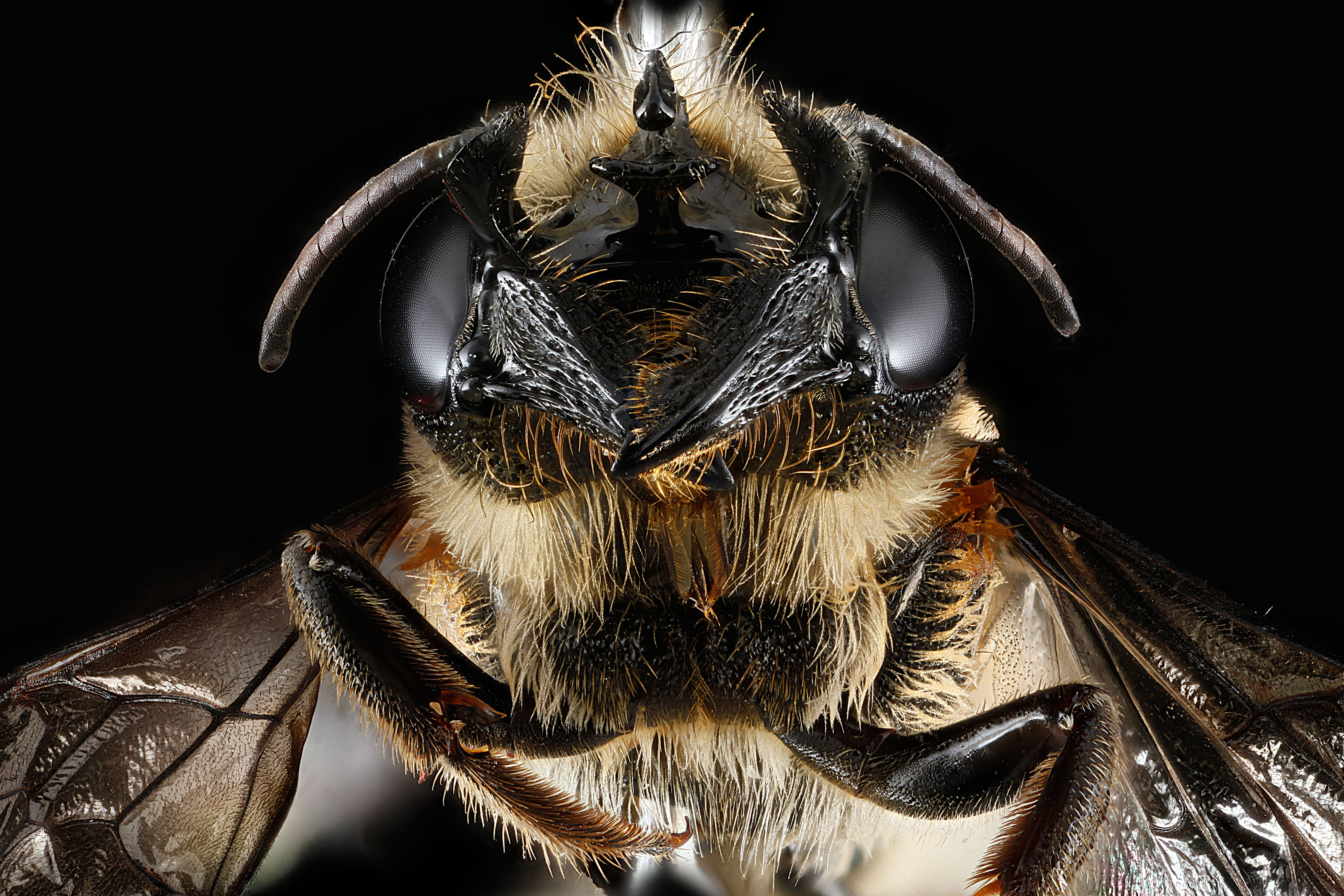
Przód ciała samicy z charakterystycznym nadustkiem

Samice tego gatunku są charakterystyczne dzięki budowie okolic nadustka, których wygląd Snelling określił jako najbardziej groteskowy spośród znanych mu przedstawicieli podrodzaju. Po bokach nadustka, pod kątem prostym do twarzy wyrasta para spłaszczonych, dużych płatów. Na krawędzi wierzchołkowej nadustka, pomiędzy owymi płatami, wznosi się T-kształtny wyrostek środkowy. Z części ciała położonej nad nadustkiem wyrasta kolejny wyrostek, który jest cienki i gwałtownie zagięty w kierunku wspomnianego wyrostka środkowego. U starszych samic wyrostki te bywają w różnym stopniu ułamane, co może mieć związek z zachowaniami podczas budowy gniazda. Krótkie i szerokie żuwaczki samic wyposażone są w pięć zębów wierzchołkowych; głębokie i wąskie wcięcie dzieli dwa zlane ze sobą zęby środkowe od dwóch zlanych ze sobą zębów najbardziej wewnętrznych. Czułki są 12-członowe. Wełniste włoski tworzą parę łatek po bokach przedplecza, krótkie łatki na noauli oraz porastają brzegi mesoscutum nad tegulami. Wąskie, położone wierzchołkowo przepaski białych, przylegających, pierzastych włosków obecne są na tergitach metasomy od pierwszego do piątego, a na drugim i trzecim występują ponadto słabsze przepaski włosków jasnych. Na sternitach metasomy obecne scopa, przy te na ostatnim są czarne, a na pozostałych jasne. Skrzydła przezroczyste.
Samce są trudniejsze do rozpoznania. Ich nadustek jest nieco wypukły i lekko wklęsły pośrodku, o powierzchni grubo punktowanej z wyjątkiem pozbawionej punktowania linii środkowej. Mają tęgie, trójzębne żuwaczki z dość małym, trójkątnym wyrostkiem w połowie długości brzusznej krawędzi. Czułki mają 13-członowe, z ostatnim członem płaskim i pośrodku szerokim. W dolnym końcu szwu czołowego leży mały guzek międzyczułkowy. Mezosoma owłosiona jak u samic, natomiast przepaski wierzchołkowe na tergitach metasomy od pierwszego do piątego coraz szerszej przerwane. Dodatkowe łatki włosków obecne na tergitach od trzeciego do szóstego. Tergit szósty ma silnie wypukłe żeberko dyskowe z głębokim wcięciem, a na krawędzi tylnej kanciaste ząbki boczne oraz zaokrąglone, długie, płatkowate ząbki środkowe. Skrzydła przezroczyste, o ciemnym użyłkowaniu. Biodro pierwszej pary odnóży wyposażone jest w sterczący kolec wierzchołkowy. Genitalia samca zilustrował jako pierwszy J.A. Genaro. Charakteryzują się one gonokoksytami długimi i wąskimi za częścią nasadową, pokrytymi szczecinkami na wewnętrznych powierzchniach.

## Występowanie
Miesierka ta występuje endemicznie na Kubie. W 1976 P. Alayo sądził, że ograniczona jest ona w swym zasięgu do południowej części prowincji Santiago de Cuba. Późniejsze doniesienia z półwyspu Guanahacabibes, ogrodu botanicznego w Cienfuegos, Yaguajay oraz Ciego de Ávila wskazują na zasięg rozciągnięty wzdłuż całej wyspy. Spotykana jest od stycznia do kwietnia.